# Maurice Roy (professeur)
Pour les articles homonymes, voir Maurice Roy et Roy.
Maurice Roy (7 novembre 1899 à Bourges - 23 juin 1985 à Besançon) est un physicien et ingénieur français.

## Biographie
Maurice Roy fut une personnalité française de la recherche industrielle. Issu de Polytechnique (X1917), puis de l'École des Mines (Corps des mines), il fut professeur à l'École des ponts et chaussées, à Polytechnique et à la Sorbonne.
Élu à l'Académie des sciences en 1949, il la préside en 1966.